# Nikołaj Wagner
Mikołaj Piotrowicz Wagner (ur. 18 lipca 30 lipca 1830 koło Karpińska Obwód swierdłowski, zm. 21 marca 3 kwietnia 1907 w Petersburgu) – zoolog rosyjski. Syn rosyjskiego geologa Piotra Iwanowicza Wagnera (1799-1876).
Prowadził stację biologiczną na wyspach Sołowieckich. Zajmował się psychologią owadów.